# TuS Borgholzhausen
Der TuS Borgholzhausen (offiziell: Turn- und Sportverein Ravensberg e. V. Borgholzhausen) ist ein Sportverein aus Borgholzhausen im Kreis Gütersloh. Die erste Mannschaft der Männer nahm einmal am DHB-Pokal teil.

## Geschichte
Der Verein wurde im Jahre 1897 gegründet und bietet neben Handball noch Turnen und Jazztanz an. Mit dem TV Werther wurde 2016 eine Jugendspielgemeinschaft gegründet, aus der im Sommer 2020 die Spielgemeinschaft HSG Werther/Borgholzhausen wurde. Am 1. Juli 2024 fusioniert der Verein mit dem TV Jahn Borgholzhausen, dem TuS Solbad Ravensberg und dem LC Solbad Ravensberg zum Ravensberger SV Borgholzhausen.
Die Handballer machten erstmals im Jahre 1959 auf sich aufmerksam, als sich die Mannschaft für die Westfalenmeisterschaft im Hallenhandball qualifizierte. Nur durch die schlechtere Tordifferenz gegenüber der Turngemeinde Münster verpassten die Borgholzhausener das Halbfinale. Im Jahre 1995 qualifizierte sich die Mannschaft für den DHB-Pokal und traf in der ersten Runde auf den Zweitligisten Dessauer SV ZAB. Die Gastmannschaft siegte deutlich mit 31:18. Seit dem Aufstieg im Jahre 2014 spielte die Mannschaft in der Kreisliga Gütersloh. Der Aufstieg kam auf kuriose Art und Weise zustande, da die zweite Mannschaft den Aufstiegsplatz vor der eigenen ersten Mannschaft belegte.